# Edgar Varèse
Edgard Victor Achille Charles Varèse, también escrito Edgar Varèse (París, 22 de diciembre de 1883 - Nueva York, 6 de noviembre de 1965) fue un compositor francés, que vivió una larga etapa decisiva en Estados Unidos.
La música de Varèse se caracteriza por enfatizar tanto timbre como ritmo,y componer por bloques,y en ella se acuñó el término de "sonido organizado" para hacer referencia a su propia estética musical. Su concepción de la música refleja una visión del "sonido como materia viva" y del "espacio musical abierto en lugar de limitado". Varèse concebía los elementos de su música en términos de "sonido de masas", comparando la organización de los mismos con el fenómeno de cristalización.
Varèse decía que para todos aquellos oídos poco experimentados y de baja condición, todo aquello que resultaba nuevo en la música era denominado ruido, por lo que planteó la pregunta: ¿Qué es la música sino una sucesión de ruidos organizados?
A pesar de que toda su obra no dura más de tres horas, este autor ha sido reconocido como una gran influencia en la música por parte de grandes compositores de finales del siglo XX. Varèse vislumbró un gran potencial en la utilización de medios electrónicos para la producción sonora, y su uso de estos nuevos medios electrónicos sumado al de nuevos instrumentos lo llevó a ser conocido como el "padre de la música electrónica", mientras que Henry Miller le describió como "El Coloso estratosférico del sonido".

## Trayectoria
Estudió con Vincent d'Indy en la Schola Cantorum de París (1909-05) y con Charles-Marie Widor en el Conservatorio de París (1905-1905), luego viajó a San Petersburgo donde conoció a Richard Strauss y Ferruccio Busoni. 
En 1913 regresó a París, pero en 1915 emigró a California; todas sus composiciones de esta época desaparecieron, con excepción de una sola canción publicada y una partitura orquestal, Bourgogne (1908), que llevó con él pero destruyó hacia el final de su vida. Su obra creativa por lo tanto comienza efectivamente con Amériques para gran orquesta (1921), la cual, por todos los ecos de Claude Debussy y de los ballets tempranos de Ígor Stravinski, establece nuevos mundos de sonido: acordes fieramente disonantes, polifonías rítmicamente complejas para percusiones o vientos, formas en continua evolución sin repeticiones a gran escala.
En 1921, él y Carlos Salzedo Jr fundaron la International Composers' Group, que dio las primeras interpretaciones de algunas de sus obras para conjuntos pequeños, prominentemente vientos y percusiones, y presentaron las innovaciones de Amériques en forma compacta: Hyperprism (1923), Octandre (1923) y Intégrales (1925). Arcana (1927), que regresa a la gran orquesta y forma extendida con técnica perfecta, llevó su periodo más productivo a su fin. 
Siguió una larga estancia en París (1928-1948), durante la cual escribió Ionisation para orquesta de percusión (1931). Se interesó también por los instrumentos electrónicos y escribió para dos theremines, bajo, metales, teclados y percusión en Ecuatorial (1934). El solo de flauta de Densidad 21.5 (1936) fue su última obra terminada en las siguientes dos décadas. 
Durante ese nuevo tiempo habló esporádicamente e hizo planes para Espace, obra que haría uso simultáneo de transmisiones de radio de todo el mundo; un Étude pour Espace para coro, pianos y percusión se ejecutó en 1947. Por entonces, con la música electrónica por fin siendo una posibilidad real gracias al desarrollo de la grabación en cinta, produjo Déserts para vientos, percusión y cinta (1954) y un Poème électronique (1957-1958). Sus últimos años los dedicó a proyectos sobre temas de la noche y la muerte, como el Nocturnal, obra inconclusa, para voces y orquesta de cámara (1961).
La música de Varèse ha influido en artistas de vanguardia e incluso ha trascendido el ámbito de la llamada música clásica y ha llegado a otros como Frank Zappa.

## Influencias musicales
En sus años de formación, Varèse fue enormemente cautivado por la música medieval y renacentista (de hecho, a lo largo de su carrera fundó y dirigió varios coros dedicados a la realización de estas músicas), aunque también fueron grandes influencias en él las músicas de Aleksandr Skriabin, Erik Satie, Claude Debussy, Hector Berlioz y Richard Strauss. El autor aseguró tener ciertas reminiscencias de las primeras obras de Ígor Stravinski, concretamente de Petrushka y de La consagración de la primavera, en obras como Arcana. 
Varèse afirmó haber sido inspirado por los escritos sobre música de Józef Maria Hoene-Wroński, y remarca la declaración que hizo este en la que decía que el objetivo de la música es el de la corporeización de la inteligencia que el sonido ya contiene. También fue cautivado por las ideas de Ferruccio Busoni.

## Alumnos e influencias
En palabras de George Perle, Varèse, con su división de la octava, se coloca en el círculo de compositores Skriabin-Schönberg como uno de los autores más revolucionarios de la modernidad, cuyo trabajo forma parte del comienzo de la nueva tradición principal en la música de nuestro siglo. 

### Alumnos
El estudiante más conocido de Edgar Varèse fue el compositor de origen chino Chou Wen-Chung (nacido en 1923), que se trasladó a los Estados Unidos en 1946 para reunirse con Varèse en 1949. Chung fue el asistente del compositor en sus últimos años y fue la persona encargada de ejecutar la herencia del mismo tras su muerte en 1965. Chung completó y editó una serie de obras de Varèse.

### Influencias sobre la música clásica
Los principales compositores que han sido influenciados por la música de Varèse son, entre otros, Milton Babbitt, Harrison Birtwistle, Pierre Boulez, John Cage, Morton Feldman, Roberto Gerhard, Olivier Messiaen, Luigi Nono, John Palmer, Krzysztof Penderecki, Silvestre Revueltas, Wolfgang Rihm, León Schidlowsky, Alfred Schnittke, William Grant Still, Karlheinz Stockhausen, Xenakis, Frank Zappa y John Zorn.
Los días 19 y 20 de julio del año 2010, el Lincoln Center de Nueva York dedicó dos tardes enteras a realizar una representación en vivo de toda la obra de Varèse, donde participaron grandes músicos contemporáneos que fueron dirigidos por Steven Schick para la representación de su "musica para ensembles" junto a la Orquesta Filarmónica de Nueva York, dirigida por Alan Gilbert, para la representación de sus trabajos orquestales.

### Influencias sobre la música popular
La fijación de Varèse en cuanto a aspectos como el timbre, el ritmo y las nuevas tecnologías fueron una gran inspiración para una nueva generación de músicos que apareció en los años 1960-1970. 
Uno de los mayores aficionados del compositor fue el músico y guitarrista estadounidense Frank Zappa, quien, tras escuchar una copia de sus obras completas, se obsesionó con su música. De hecho, el primer álbum que Zappa escuchó fue el LP lanzado por EMS Recordings en 1950, el cual incluía las piezas Intégrales, Density 21.5, Ionisation, y Octandre.

## Legado y predicciones
En varias ocasiones Varèse especuló sobre cómo la tecnología iba a cambiar la música en el futuro. En 1936, predijo que habría máquinas capaces de reproducir o interpretar la música según el compositor introducía la partitura. De esta manera, estas máquinas podrían tocar todas las frecuencias posibles, por lo que estas partituras del futuro tendrían que ser sismográficas para poder explotar todo ese potencial frecuencial. En 1939, añadió a esta teoría que estas máquinas del futuro serían capaces de generar la música exactamente cómo la concibió el autor, como al abrir un libro. Varèse no comprobaría estas predicciones hasta sus experimentos con cinta en los 50 y los 60. Varèse desarrolló también la música concreta creada por Pierre Schaeffer.

## Catálogo de obras
| Año     | Obra | Tipo de obra                    | Duración |
| ------- | --- | ------------------------------- | -------- |
| 1894    | Martin Pas, pour voix d'enfant et mandoline, opéra d'après Jules Verne (perdida).                                                           | Música perdida (ópera)          | -        |
| 1905    | Dans le parc (perdida). | Música perdida                  | -        |
| 1905    | Colloque au bord d'une fontaine (perdida).                                                                                                  | Música perdida                  | -        |
| 1905    | Le fils des étoiles, opéra d'après Joséphin Péladan (perdida).                                                                              | Música perdida (ópera)          | -        |
| 1905    | Poèmes des brumes (perdida). | Música perdida                  | -        |
| 1905    | Trois pièces, para orquesta (perdida). | Música perdida (orquesta)       | -        |
| 1905    | Chanson des jeunes hommes, para orquesta (perdida).                                                                                         | Música perdida (orquesta)       | -        |
| 1905    | Prélude à la fin d'un jour, symphonie, para gran orquesta [sobre un poema de Léon Deubel] (perdida).                                        | Música perdida (orquesta)       | -        |
| 1905    | Chansons avec orchestre (perdida). | Música perdida (orquesta)       | -        |
| 1906    | Apothéose de l'océan, para gran orquesta (perdida).                                                                                         | Música perdida (orquesta)       | -        |
| 1906    | Un grand sommeil noir, para soprano y piano [sobre un poema de Paul Verlaine] (original versión).                                           | Música vocal (piano)            | -        |
| 1907    | Le délire de Clytemnestre, tragédie symphonique d'après un texte de Ricciotto Canudo (perdida).                                             | Música perdida (ópera)          | -        |
| 1907-08 | Bourgogne, para gran orquesta (destruida).                                                                                                  | Música perdida (orquesta)       | -        |
| 1908-14 | Oedipe et le Sphinx, opéra d'après Hugo von Hofmannsthal (perdida).                                                                         | Música perdida (ópera)          | -        |
| 1909    | Gargantua, para orquesta (perdida). | Música perdida (orquesta)       | -        |
| 1911    | Mehr Licht, para orquesta (perdida). | Música perdida (orquesta)       | -        |
| 1912    | Les cycles du nord, para orquesta (perdida).                                                                                                | Música perdida (orquesta)       | -        |
| 1917-19 | Danse du robinet froid (perdida). | Música perdida                  | -        |
| 1918-21 | Amériques, para gran orquesta. | Música orquestal                | 23:00    |
| 1921    | Offrandes, para soprano y orquesta de cámara [sobre textos de Vicente Huidobro (Chanson de là-haut) y José Juan Tablada (La croix du sud)]. | Música vocal (orquesta)         | 07:00    |
| 1922-23 | Hyperprism, para conjunto de viento y percusión.                                                                                            | Música instrumental             | 04:00    |
| 1923    | Octandres, para flauta, clarinete, oboe, fagot, trompa, trompeta, trombón y contrabajo.                                                     | Música instrumental             | 07:00    |
| 1923-25 | Intégrales, para conjunto de viento y percusión.                                                                                            | Música instrumental             | 10:00    |
| 1925-27 | Arcana, para orquesta (estrenada por Stokowski, en 1927).                                                                                   | Música orquestal                | 17:00    |
| 1929-31 | Ionisation, para trece percusionistas. | Música instrumental (percusión) | 05:00    |
| 1929-47 | Espace (The one all alone - Le miracle - L'astronome) para coro y orquesta (inacabada).                                                     | Música inacabada                | -        |
| 1930    | Métal, para soprano y orquesta (inacabada).                                                                                                 | Música inacabada (orquesta)     | -        |
| 1932    | The Great Noon, para orquesta (inacabada).                                                                                                  | Música inacabada (orquesta)     | -        |
| 1932-34 | Ecuatorial , para voz de bajo, 4 trompetas, 4 trombones, piano, órgano, 2 theremines y percusión [d'après le Popol Vuh].                    | Música vocal (instrumentos)     | 12:00    |
| 1936    | Density 21.5, para flauta solista. | Música solista (flauta)         | 04:00    |
| 1946    | Música para la película Fernand Léger in America. His New Realism de Thomas Bouchard                                                        | Música de película              | -        |
| 1947    | Tuning Up, para orquesta [completada y terminada par Chou Wen-Chung].                                                                       | Música orquestal                | -        |
| 1947    | Etude pour espace, para coro mixto, 2 pianos y percusión (no publicada).                                                                    | Música coral                    | -        |
| 1949    | Dance for Burgess, para orquesta de cámara (no publicada).                                                                                  | Música orquestal (cámara)       | -        |
| 1950-54 | Déserts, para orquesta y banda magnética.                                                                                                   | Música orquestal                | 25:00    |
| 1950-54 | Trinum, para orquesta o sonidos electrónicos (inacabada).                                                                                   | Música inacabada (orquesta)     | -        |
| 1955    | La procesión de Verges, para banda magnética [música para la película Around and about Joan Miró de Thomas Bouchard sobre Joan Miró]        | Música de película              | 03:00    |
| 1957-58 | Poème électronique, para banda magnética.                                                                                                   | Música para cinta               | -        |
| 1961    | Nocturnal, para soprano, coro de hombres y orquesta [d'après La casa del incesto d'Anaïs Nin].                                              | Música coral (orquesta)         | 11:00    |
| 1961-65 | Nocturnal II, para soprano, coro de hombres, vientos, arpa y percusiones (inacabada).                                                       | Música inacabada                | -        |